# Karlstraße 5 (Weimar)

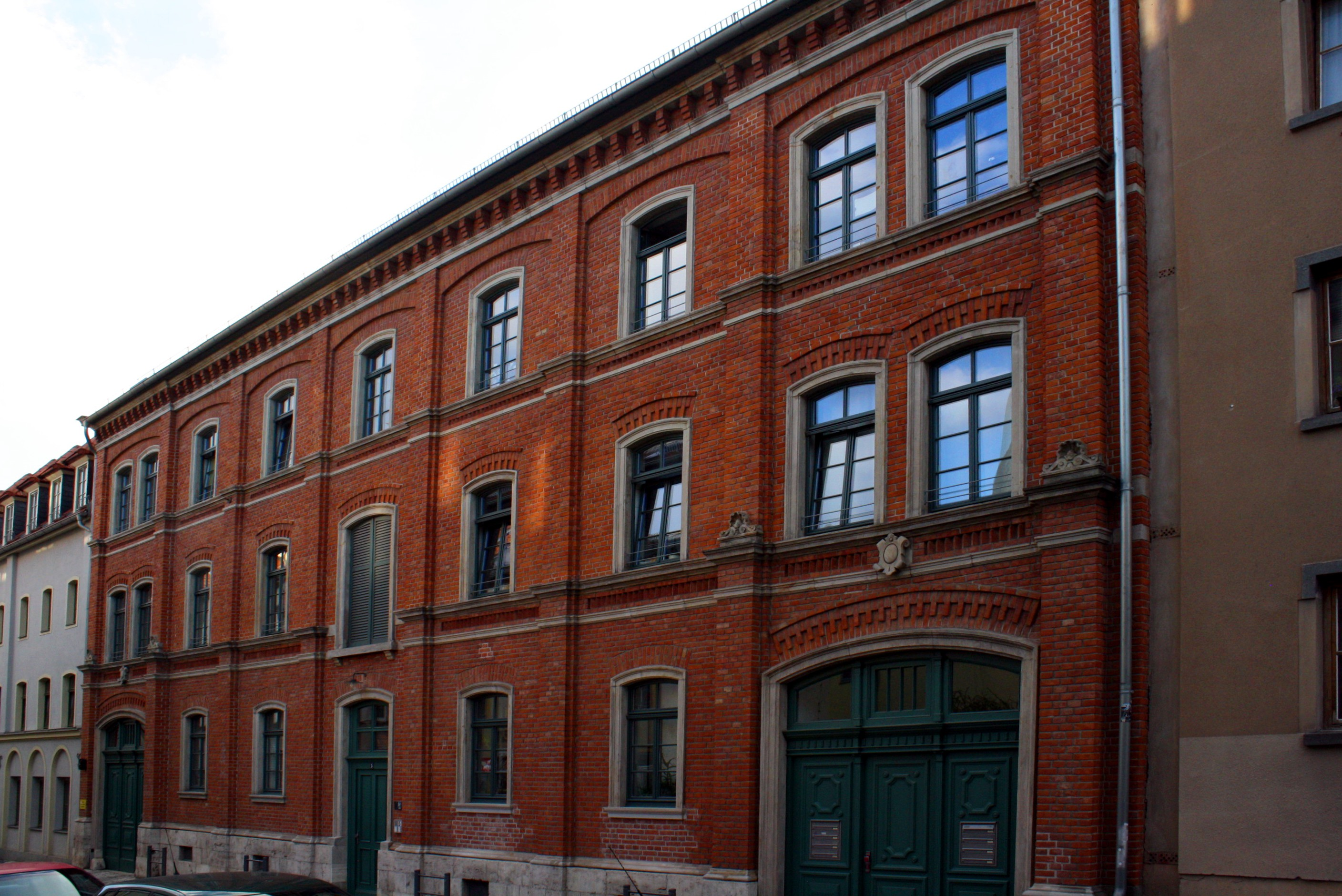
Karlstraße 5

Das ehemalige Lager- und Geschäftshaus Karlstraße 5 in der Altstadt von Weimar ist ein großer gründerzeitlicher Ziegelbau, der als Speichergebäude errichtet wurde und als Kulturdenkmal gilt.
Das den Straßenzug Karlstraße prägende Gebäude ist dreigeschossig und besitzt eine Einfahrt und zwei weitere Eingänge. Die Tür- und Fensterstürze sind als Segmentbogen ausgeführt. Es dient vorrangig Wohnzwecken.
Um 1900 befand sich hier die Getreidehandlung Louis Döllstädt. Der erste Besitzer war somit der Kaufmann Louis Döllstädt. Der Speicherbau wurde notwendig, da der alte Speicher im Franziskanerkloster (Weimar) ab 1872 durch die Gründung der dortigen Orchesterschule für die Lagerung von Getreide nicht mehr zur Verfügung stand. Die benachbarten auffälligen Ziegelgebäude wurden abgerissen und die Grundstücke in den 1980er Jahren neu bebaut.